# Hryniewicze (przystanek kolejowy)
Hryniewicze – przystanek osobowy oraz zlikwidowany posterunek odstępowy i przystanek osobowy w Hryniewiczach w województwie podlaskim w Polsce. Obiekt jest położony na skraju wsi tuż obok przejazdu kolejowo-drogowego kat. D w km. 68,050. Wykonawcą obiektu był Torpol SA.

## Ruch pasażerski
| Rok  | Wymiana pasażerska na dobę |
| ---- | -------------------------- |
| 2017 | –                          |
| 2022 | 0-9                        |

Przystanek powstał w ramach inwestycji Prace na linii kolejowej nr 32 na odcinku Białystok – Bielsk Podlaski (Lewki) finansowanego ze środków programu operacyjnego Polska Wschodnia.
Uruchomienie przystanku nastąpiło 15 grudnia 2019 roku.

## Historia
Linia kolejowa nr 32 wchodziła w skład dawnej kolei brzesko-grajewskiej będącej częścią połączenia Morza Czarnego z Morzem Bałtyckim. Jej kilometraż zaczynał się w Bałtyjsku (niem. Pilau), dzisiejszy obwód królewiecki, ówczesne Prusy Wschodnie a kończył się w Brześciu, obecnie Białoruś. Nie pokrywał się z dzisiejszym, a w km 339,420 istniał posterunek odstępowy Hryniewicze. W latach 1911–1924 istniał przystanek osobowy Horodniany, zlokalizowany w dzisiejszym km 68,500. Na mapach kolejowych z lat 1920 i 1921 widnieje punkt Br Horodniany. Strona internetowa Atlas Kolejowy Polski, Czech i Słowacji podaje że posterunek odstępowy Hryniewicze funkcjonował w km 67,740.

## Otoczenie
Najbliższy przystanek Białostockiej Komunikacji Miejskiej Hryniewicze (nr inw. 821) (linia nr 104) oddalony jest o ponad jeden kilometr. 